# Вольфґанґ Готтенротт
Вольфґанґ Готтенротт (нім. Wolfgang Hottenrott, 13 червня 1940) — німецький академічний веслувальник.
Олімпійський чемпіон 1968 року в складі вісімки, бронзовий призер 1964 року в складі розпашної двійки без стернового, учасник 1972 року.
Чемпіон Європи 1967 року в складі вісімки, срібний призер 1964 (розпашні двійки без стернового), 1965 (розпашні четвірки без стернового) років.